# Otto Olsson
Otto Emanuel Olsson (født 19. december 1879 i Stockholm, død 1. september 1964) var en svensk komponist, organist, pianist og lærer.
Olsson studerede orgel, klaver og komposition på Det Kongelige Musikkonservatorium i Stockholm. Han var en af datidens store orgel virtuoser, og spillede som organist ved Gustaf Vasa-kirken i Stockholm. Olsson skrev en symfoni for orkester, og to orgelsolo symfonier, rekviem, korværker, sange, kammermusik, orgelstykker etc. Han underviste som lærer i harmonilærer og orgel på Det kongelige Musikkonservatorium i Stockholm.

## Udvalgte værker
- Symfoni (i G-mol) (1901-1902) - for orkester
- Credo Symphoniacum (Orgelsymfoni nr. 1) (1918) - for orgel
- Credo Symphoniacum (Orgelsymfoni nr. 2) (1925) - for orgel
- Rekviem (i G-mol) (1903) - for orkester
- Te Deum (1906) - for orkester
- Fem kanoner (1903-1910) - for orgel
- Præludium og fuga (i Cis-mol) (1910) - for orgel
- Præludium og fuga (i Fis-mol) (1918) - for orgel